# 古利奈人路求
古利奈人路求（希臘語：Λούκιος ὁ Κυρηναῖος）是使徒行传中当时属于叙利亚一部分的安提阿教会的创始人之一。在希律王之死的记载后，他被提及为当地教会的成员：
 在安提阿的教会中有几位先知和教师，就是巴拿巴和称呼尼结的西面，古利奈人路求与分封之王希律同养的马念并扫罗。——使徒行传13：1
使徒行传第 13 章记载，一群先知和教师祷告禁食，并受到启发，委托巴拿巴和扫罗前往更远的地方做宣教旅行。
根据之前的一段话，路求被认为是安提阿教会的创始人：
那些因司提反的是遭患难四散的门徒，只走到腓尼基和塞浦路斯并安提阿。他们不向别人讲道，只向犹太人讲。但内中有塞浦路斯和古利奈人，他们到了安提阿，也向希腊人传讲主耶稣。——使徒行传11:19-20
他被认为是古利奈的第一任主教。 
罗马书16章21节也提到了一个路求。没有办法确定这是否是同一个人，但俄利根将罗马书中的路求与路加联系起来（ Comm. Rom. 10.39）